# Alsophila aceris
Alsophila aceris är en fjärilsart som beskrevs av Philogène Auguste Joseph Duponchel 1829. Alsophila aceris ingår i släktet Alsophila och familjen mätare. Inga underarter finns listade i Catalogue of Life.